# Aircraft safety card

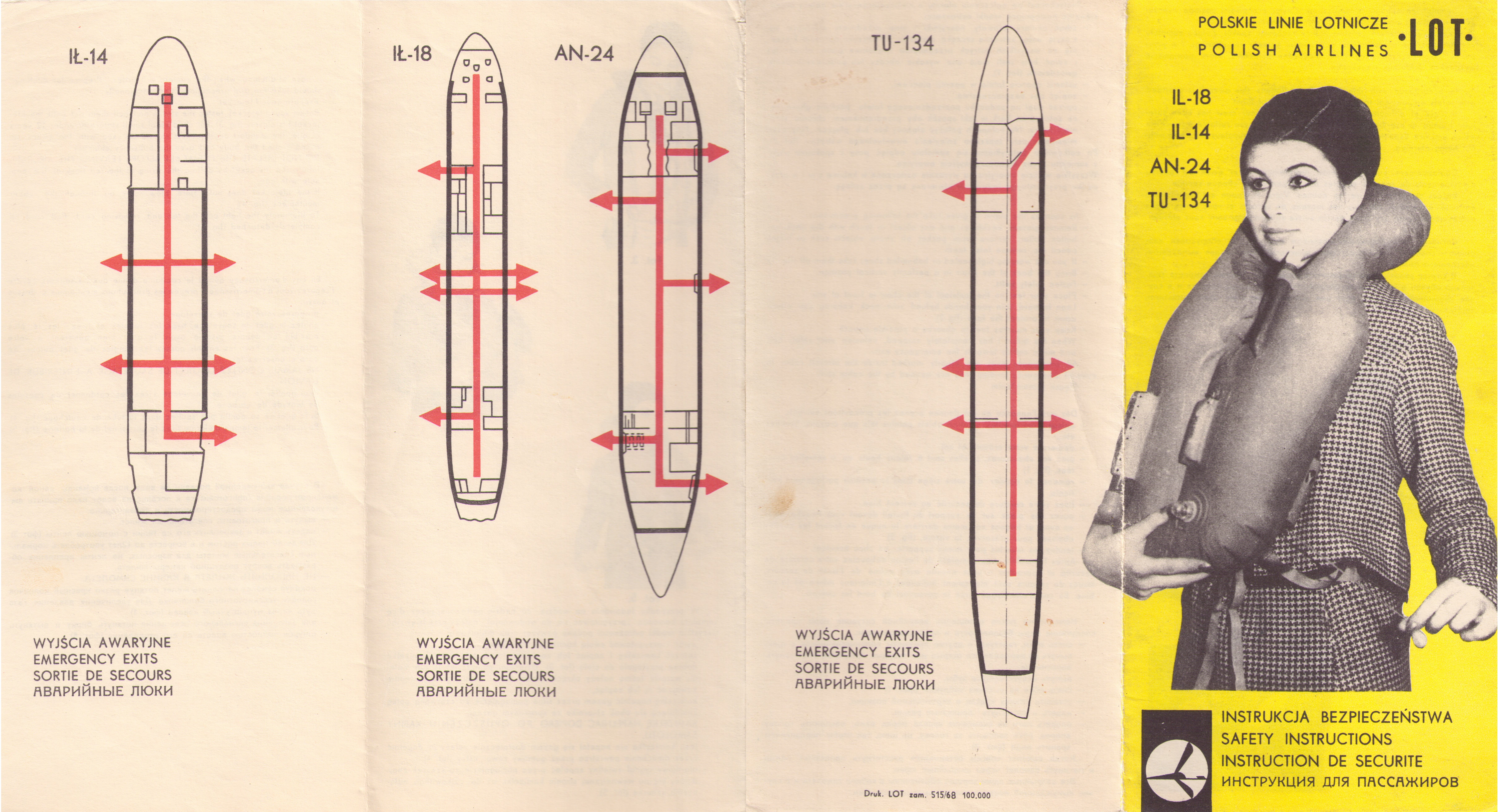
Scheda di istruzioni di sicurezza della LOT Polish Airlines del 1968 per l'Ilyushin Il-18, Ilyushin Il-14, Antonov An-24 e Tupolev Tu-134.

Una aircraft safety card (tradotto in italiano: carta di sicurezza dell'aeromobile) è un documento che istruisce i passeggeri a bordo di un aereo su quali sono le procedure di sicurezza per gestire le eventuali situazioni di emergenza che potrebbero verificarsi durante il volo.

## Descrizione

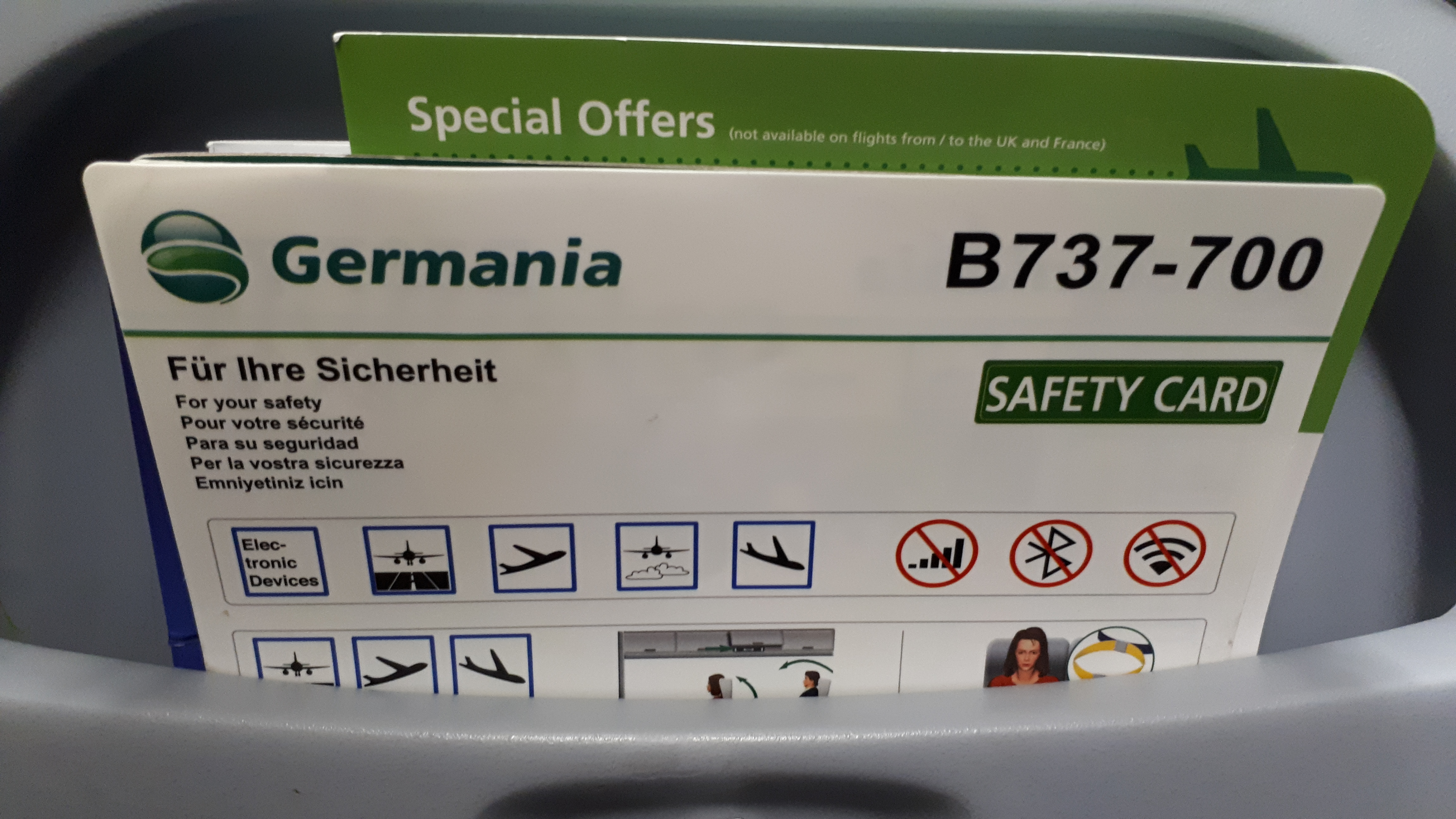
Una scheda di istruzioni di sicurezza della Germania Airlines per il Boeing 737.

Le carte di sicurezza vengono solitamente fornite dalle compagnie aeree su tutti i voli commerciali, di norma sono posizionate sullo schienale del sedile davanti a ciascun passeggero, o in alternativa in un tasca posta sul fianco del sedile. Le dimostrazioni di sicurezza pre-volo, fatte dagli assistenti di volo o attraverso un video, spiegano ai passeggeri come utilizzare le carte di sicurezza prima del decollo.
Le carte sono spesso laminate o di plastica e contengono istruzioni specifiche per il modello dell'aereo in cui si trovano. Le istruzioni sono solitamente accompagnate da immagini a colore, che illustrano graficamente passo dopo passo tutte le procedure, come allacciare le cinture di sicurezza, prepararsi all'impatto in caso di un incidente aereo, gestire la depressurizzazione, aprire la porta di uscita di emergenza, utilizzare gli scivoli d'emergenza o gonfiare le zattere di salvataggio in caso di atterraggio in acqua. La rappresentazione grafica è necessaria poiché permette che le carte siano comprensibili anche a chi parla una lingua diversa da quella degli assistenti di volo, nonché a bambini e passeggeri analfabeti. Le carte Braille sono disponibili su molte compagnie aeree.

## Oggetti da collezione
Le carte di sicurezza dell'aereo sono un oggetto da collezione nella comunità degli appassionati di aviazione, poiché rappresentano una compagnia aerea, un tipo di aereo, una cultura e un periodo storico. Le carte di sicurezza si trovano di norma in aerei civili e militari, è noto che carte rare raggiungano un valore di oltre 1.000 dollari.